# Waldbröl
Waldbröl − miasto w Niemczech, w kraju związkowym Nadrenia Północna-Westfalia, w rejencji Kolonia, w powiecie Oberberg. Liczy 19 333 mieszkańców (stan na 31 grudnia 2010).

## Współpraca
Miejscowości partnerskie:
- Jüterbog, Brandenburgia
- Świebodzice, Polska
- Witham, Anglia